# Oswald Cawley
Pour les articles homonymes, voir Cawley.
Oswald Cawley, né le 7 octobre 1882 à Manchester et mort le 22 août 1918 dans le nord de la France, est un soldat et homme politique britannique.

## Biographie
Il est le quatrième fils et cinquième et dernier enfant de Sir Frederick Cawley, riche marchand de coton qui devient en 1895 député libéral de la circonscription de Prestwich à la Chambre des communes du Parlement du Royaume-Uni. Éduqué à Rugby School, Oswald Cawley étudie ensuite l'histoire au New College de l'université d'Oxford, et y obtient son diplôme de licence. Il intègre l'entreprise de son père, dont il devient directeur-adjoint. Il s'engage dans des activités philanthropiques, ainsi qu'en politique en tant que membre du Parti libéral sur le plan local, et voyage beaucoup - en Allemagne, en Inde, au Japon, aux États-Unis. En juin 1914, donc peu avant le début de la Première Guerre mondiale, il s'engage dans la yeomanry (régiment de cavaliers) du Shropshire. Son frère John Cawley (le troisième des quatre garçons en termes d'âge), militaire de carrière, est tué au combat dès septembre 1914 en France tandis que Harold Cawley, deuxième de la fratrie et député libéral de Heywood, est tué à la bataille de Gallipoli en Turquie en septembre 1915. En janvier 1916 le régiment d'Oswald Cawley est déployé en Égypte, pour participer aux combats contre l'Empire ottoman. En mars 1917 son unité est incorporée au 10e bataillon du régiment royal d'infanterie légère du Shropshire. Le bataillon prend part aux combats en Palestine, avant d'être déployé en France en mai 1918,.
En janvier 1918 son père, chancelier du duché de Lancastre dans le gouvernement de coalition de David Lloyd George, est anobli, et quitte son siège de député à la Chambre des communes pour siéger en tant que 1er baron Cawley à la Chambre des lords. Le Parti libéral demande à Oswald Cawley de se porter candidat à l'élection partielle qui en résulte. Ce dernier accepte, par télégramme qu'il envoie depuis la Palestine, à condition de ne pas avoir à quitter son régiment. En raison de la grande coalition nationale en temps de guerre, ni le Parti conservateur ni le Parti travailliste ne présente de candidat contre lui. Il a pour seul adversaire le secrétaire du Parti coopératif. Aisément élu avec 75,1 % des voix, Oswald Cawley remercie par télégramme ceux qui ont fait campagne pour lui (étant resté pour sa part en Palestine), mais ne revient pas en Angleterre. Ce n'est qu'en juin 1918 qu'il profite d'une permission, peu après son déploiement en France, pour venir à Londres et occuper pour la première fois son siège de député, portant son uniforme de lieutenant. Il n'y reste que brièvement, avant de retourner sur le front de l'Ouest. Promu capitaine, il est tué au combat le 22 août lorsque le 10e bataillon du régiment d'infanterie légère du Shropshire tombe dans un guet-apens allemand et subit un feu intense. D'abord blessé au bras, il se fait soigner rapidement et retourne au combat, où il mourra d'une blessure à la mâchoire, à l'âge de 35 ans. Son corps n'est retrouvé que début octobre, et il est inhumé au cimetière communal de Néry, à proximité de son frère John,,. Les trois frères sont commémorés par un mémorial à Westminster Hall, dans l'enceinte du palais de Westminster où siège le Parlement : Harold et Oswald en tant que deux des quarante-trois parlementaires britanniques morts à la Guerre, et John en tant que fils de député.